# Cosmisoma taunayi
Cosmisoma taunayi är en skalbaggsart som beskrevs av Julius Melzer 1923. Cosmisoma taunayi ingår i släktet Cosmisoma och familjen långhorningar. Inga underarter finns listade i Catalogue of Life.